# Borler
Borler là một xã thuộc huyện Vulkaneifel, trong bang Rheinland-Pfalz, phía tây nước Đức. Xã này có diện tích 4,54 km², dân số thời điểm ngày 31 tháng 12 năm 2006 là 85 người.